# هوريدغ (باكينجهامشير)
هوريدغ (بالإنجليزية: Hawridge)‏ هي قرية تقع في المملكة المتحدة في باكينجهامشير.